# Currier & Ives

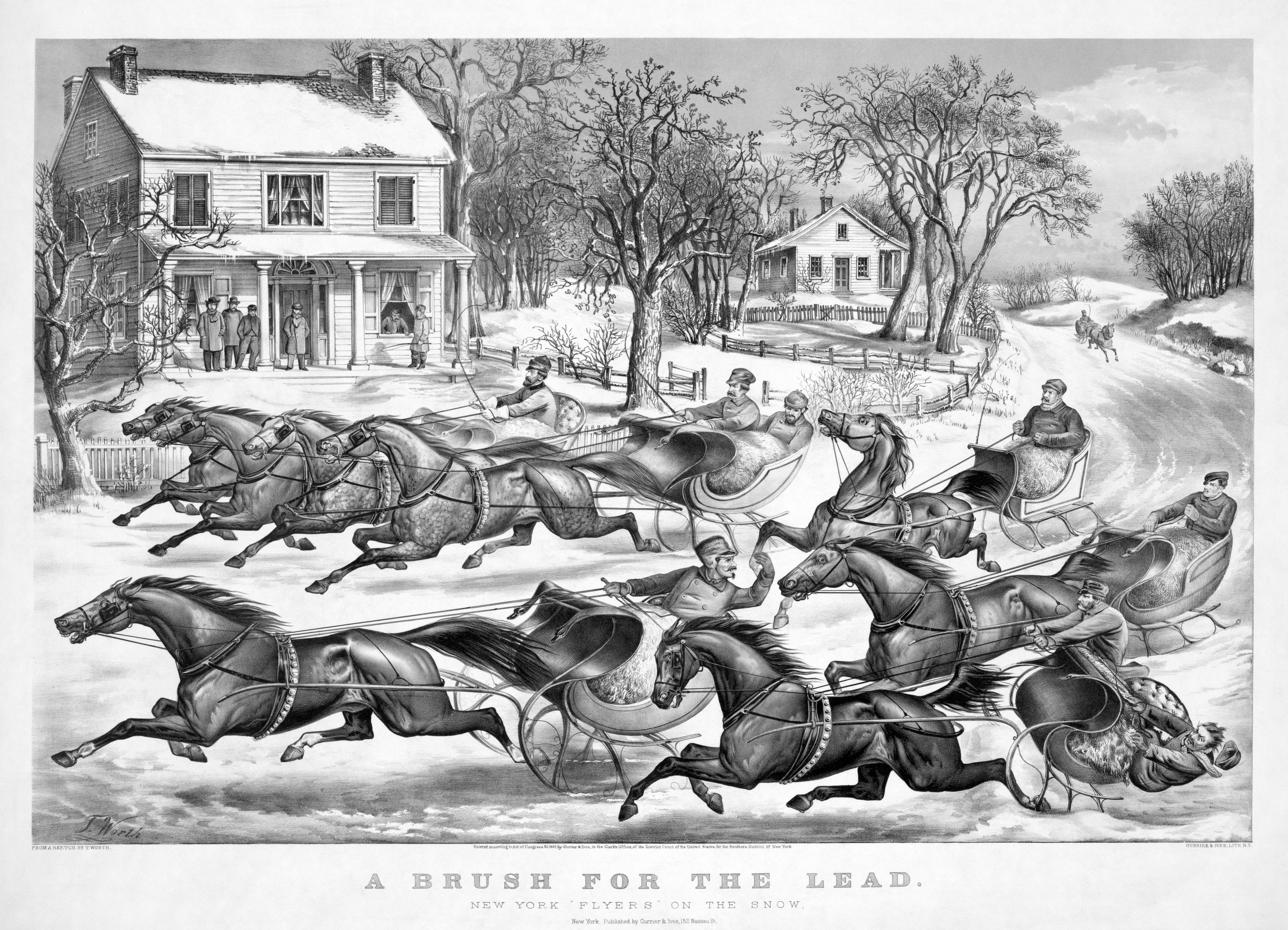
"A Brush for the Lead", litografía de Currier and Ives, 1867.

Currier and Ives fue una exitosa empresa impresora de Estados Unidos que operó entre 1834 a 1907, era propiedad de Nathaniel Currier (1813–1888) y James Merritt Ives (1824–1895). Su sede se encontraba en la ciudad de Nueva York. La empresa se especializaba en realizar impresiones de pinturas de artistas en forma de litografías en blanco y negro que luego eran coloreadas a mano. Las impresiones litográficas se podían reproducir con rapidez y eran económicas, la empresa se autodenominaba "el Gran Depósito Central de impresiones Baratas y Populares" y publicitaban sus -litografías como "grabados coloreados para el pueblo."

## Galería de imágenes

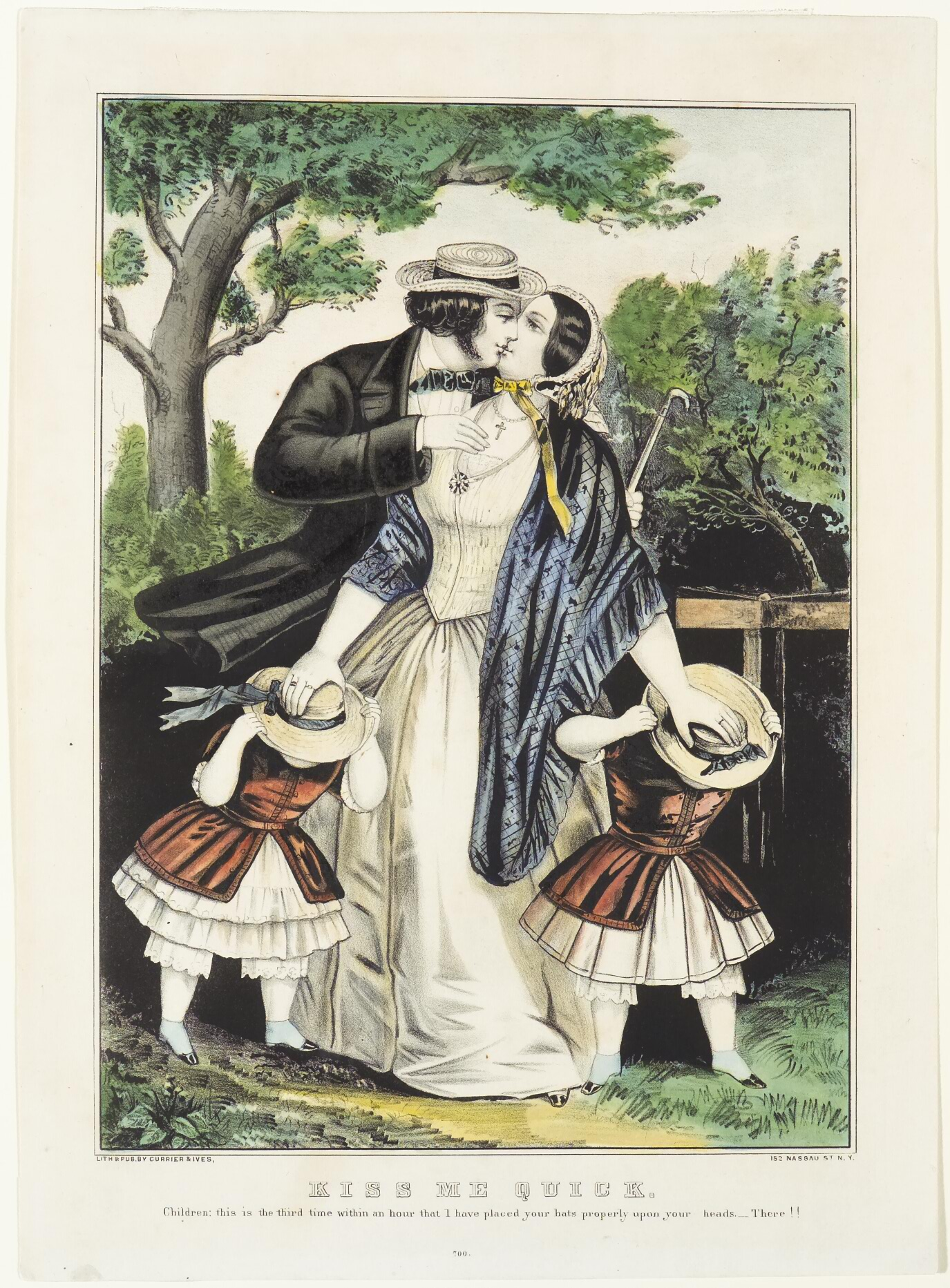
Dame un beso pronto, 1840
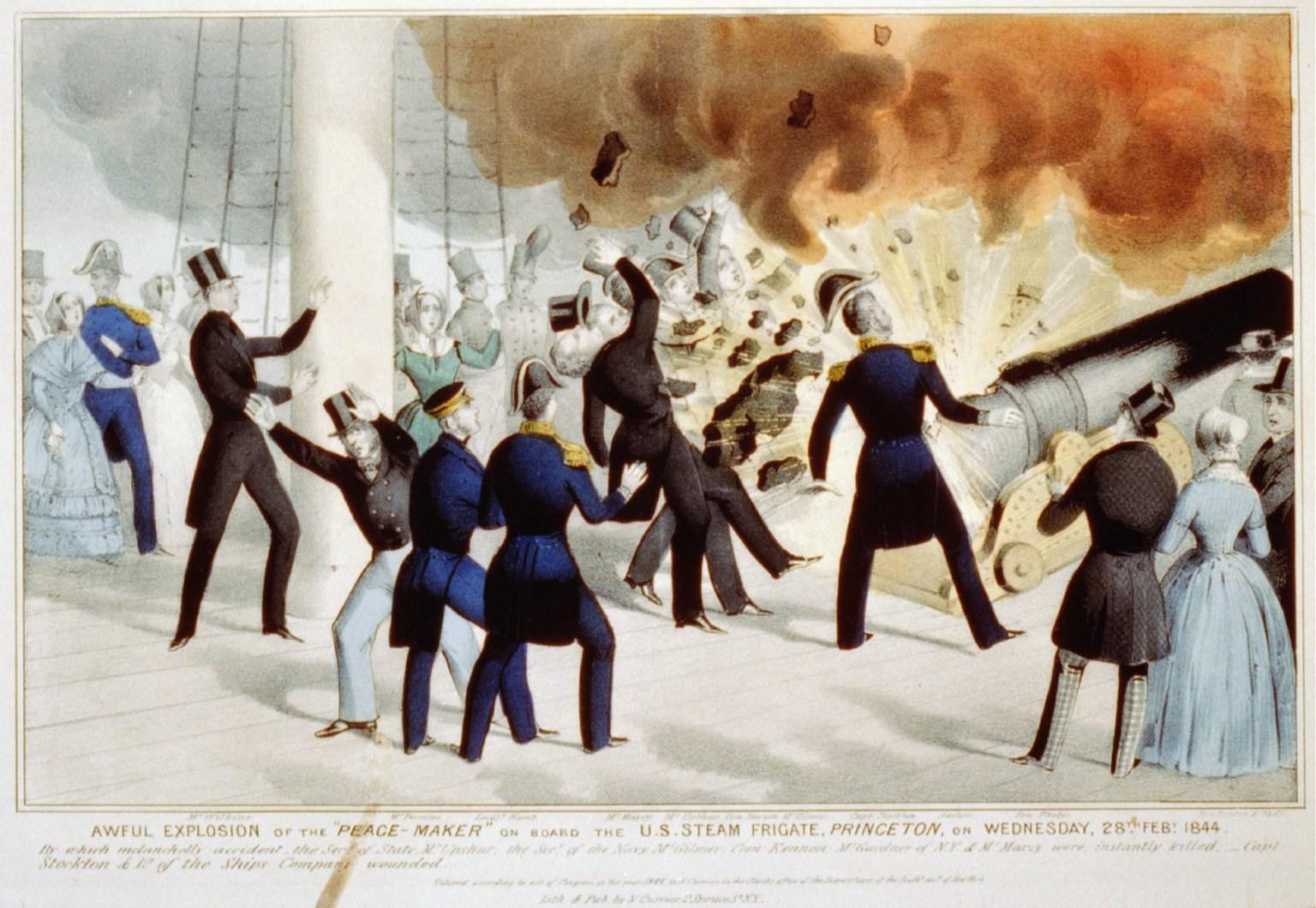
Explosión a bordo del USS Princeton, 1844
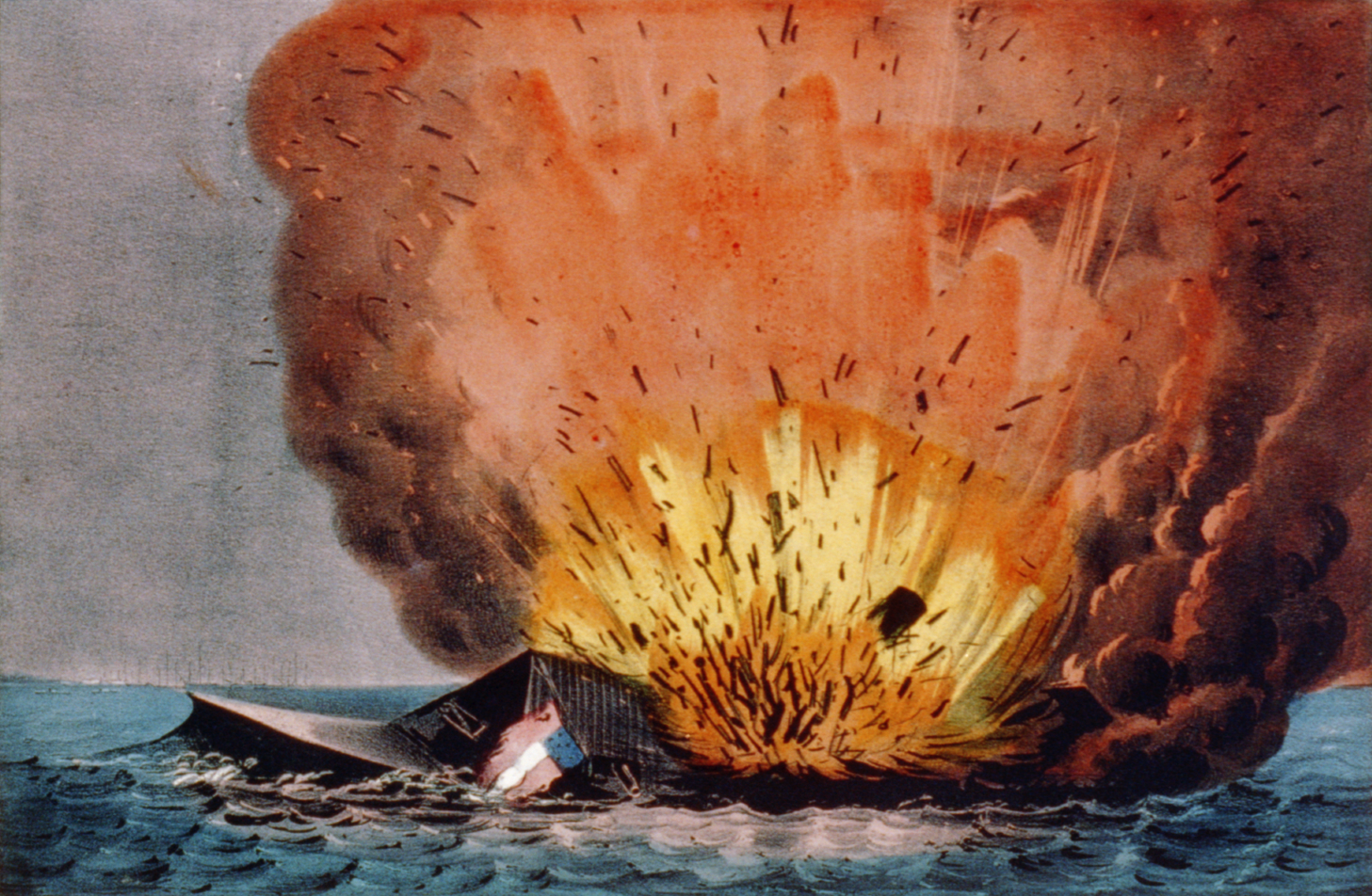
Destrucción del Merrimac, 11 de mayo 1862
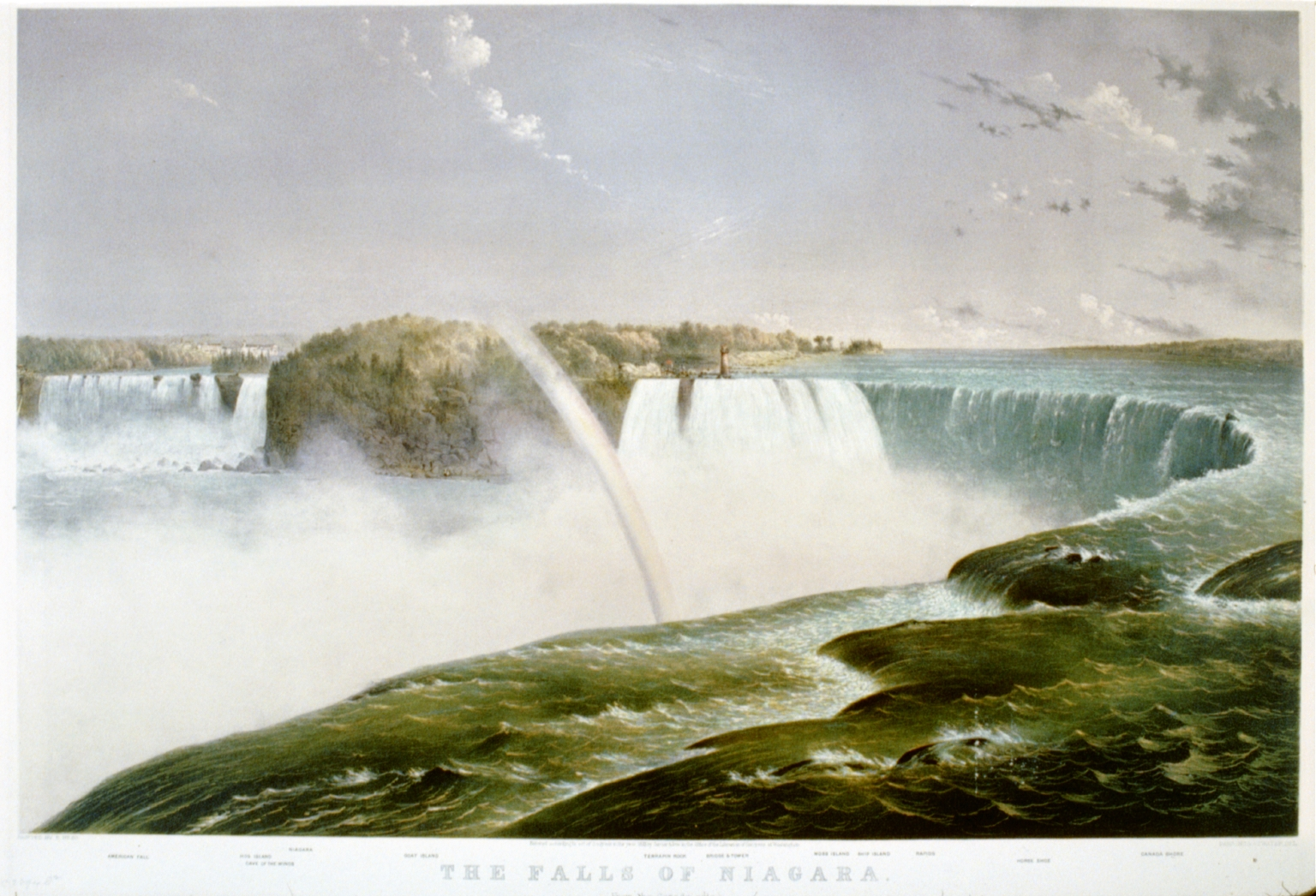
Las cataratas del Niagara desde el lado canadiense, 1868
Ciudad de Nueva York - Con el edificio de la Equitable Life Assurance Society of the United States. No. 120 Broadway, 1883
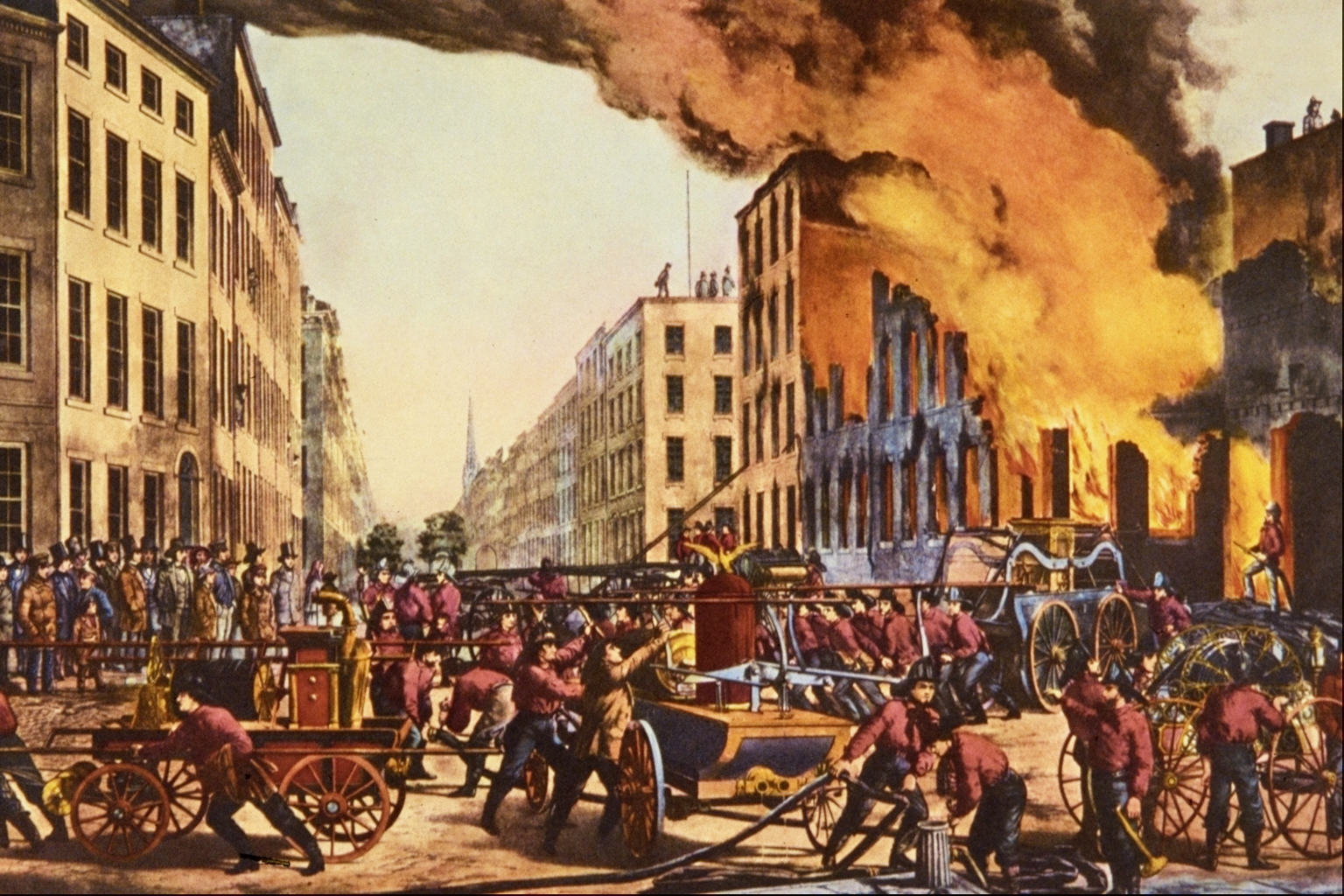
La vida de un bombero, litografía de Louis Maurer para Currier and Ives